# 意大利针虫
意大利针虫（学名：Belonozoum italicum）为球虫科针虫属的动物。分布于地中海以及中国东海等海域，常栖息于表层。